# Михаїл Лаур
Михаїл Лаур (18 листопада 1942) — молдовський дипломат. Надзвичайний і Повноважний Посол Молдови в Україні.

## Біографія
Народився 18 листопада 1942 року. Доктор історичних наук. 
У 2001 — 2004 рр. — Надзвичайний і Повноважний Посол Молдови в Угорщині та за сумісництвом у Чехії, Хорватії, Словенії, Ватикані, Боснії і Герцеговині. 
З 26.05.2005 — 27.10.2006 — Надзвичайний і Повноважний Посол Молдови в Україні та за сумісництвом в Грузії.
З 28.06.2005 — Надзвичайний і Повноважний Посол Молдови в Азербайджані за сумісництвом.